# 台灣基督長老教會

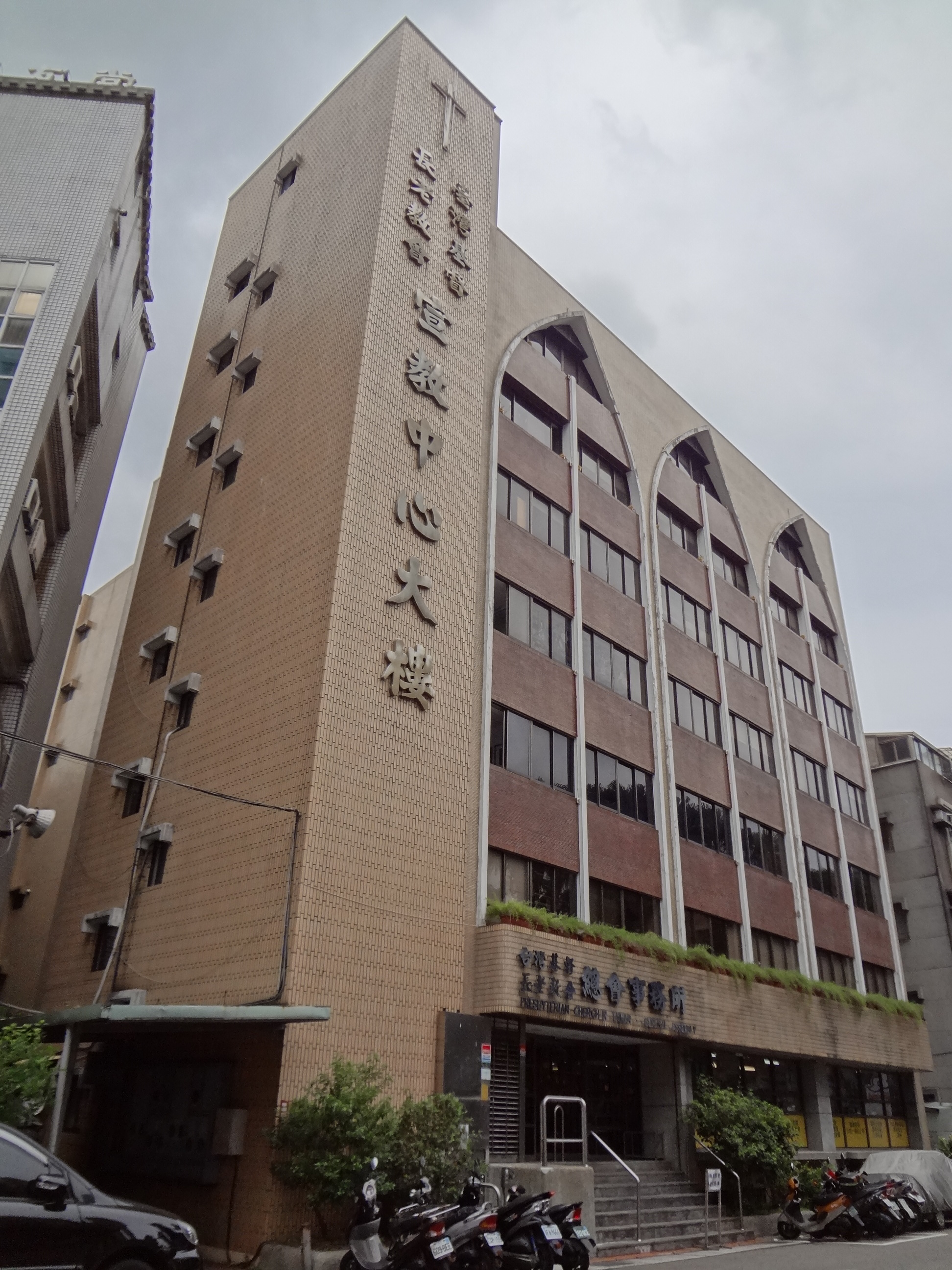
位於台北公館的台灣基督長老教會宣教中心大樓，為台灣基督長老教會總會所在地。

台灣基督長老教會（臺語白話字：Tâi-oân Ki-tok Tiúⁿ-ló Kàu-hōe；排灣語：Taivan Kiristu Ciuru Kiukai）是台灣的基督新教長老宗組織。為普世教會協會、台灣教會合作協會成員。成立於1951年，但其歷史可追溯至1865年在高雄旗津建立的臺灣第一間當代新教教會。其會徽主要由長老宗的共同標誌「燃燒的荊棘」，加上會名的臺語白話字組合而成。

## 簡史
- 1865年6月16日：英國長老教會傳教士馬雅各醫生來台在南部（臺南市中西區）成立第一間教會——看西街教會及第一間醫院——新樓醫院。
- 1872年3月7日：加拿大長老教會宣教師馬偕牧師在北部（新北市淡水區）成立。
- 1876年：台南神學院由馬雅各醫生成立。
- 1880年：北部，馬偕牧師在淡水成立滬尾偕醫館（馬偕紀念醫院前身）。
- 1882年7月26日：馬偕牧師籌設成立，牛津大書院（真理大學前身）、臺灣神學院。
- 1884年：成立全台灣第一間印刷所「聚珍堂」（台灣教會公報社前身），發行了台灣第一份報紙。
- 1885年：成立長老教中學（台南長榮中學前身）。
- 1887年2月14日：成立臺南新樓女學校（台南長榮女中前身），成為南部第一所西式女子學校。
- 1907年10月19日：成立彰化基督教醫院。
- 1912年：宣教師成立台灣大會，讓屬不同母會的南北大會可以共同討論事工。
- 1914年3月9日：成立淡水中學校（新北市淡江高中前身）。
- 1946年：成立台灣聖書學校（花蓮縣玉山神學院前身）
- 1951年3月7日：合併成立「台灣基督長老教會總會」；召開第一屆總會。
- 1952年9月16日：在新竹成立聖經學院。
- 1970年：成立馬偕高級護理職業學校（台北馬偕醫護管理專科學校前身）。
- 1971年12月29日：發表第一次聲明《台灣基督長老教會對國是的聲明及建議》。
- 1975年11月：發表第二次的聲明《我們的呼籲》。
- 1977年8月16日：發表《人權宣言》。
- 1993年2月16日：在台南成立長榮大學。
- 2008年：成立新眼光電視台。
- 2009年7月：在台北縣(今新北市)成立馬偕醫學院。

## 沿革

### 創辦人
- 馬雅各

台灣基督長老教會最先是由蘇格蘭的醫學博士馬雅各醫生，受英國英國長老會差會所派，於1865年5月28日在臺灣南部的打狗（今高雄）登陸，並於1865年6月16日開始在臺灣府城西門外的看西街（今臺南市中西區仁愛街43號）租屋，開始設教行醫；杜嘉德（Carstairs Douglas）牧師、吳文水、陳子路、黃嘉智三位漢人信徒為助手。
- 馬偕

台灣北部的傳教工作是加拿大長老會差會的牧師馬偕博士（漢名偕叡理，George Leslie Mackay，1844年3/21/－1901/6/2），他在1872年3月7日從淡水開始，是北台灣長老教會最早引進者。馬偕在台傳教29年，拔了二萬顆牙齒，建立60所教堂，並創立牛津學堂（今天的台灣神學院、真理大學前身）。

### 著名宣教士
- 李庥

1867年12月13日首任駐臺牧師李庥（Rev. Hugh Ritchie，1840年—1879年）和夫人抵達打狗，他是屏東、阿里港、東港及東部教區的開拓者。　
- 甘為霖

1871年12月10日，甘為霖博士（Rev. Dr. William Campbell，1841年4月—1921年9月9日）抵達臺灣，來臺傳教47年之久，是澎湖和嘉義教區的開拓者。南臺灣長老教會傳入會被當地人的認同到接受大部分還是因病而得信，因此，醫療傳道是長老教會得以傳入臺灣的關鍵因素。

### 戰後

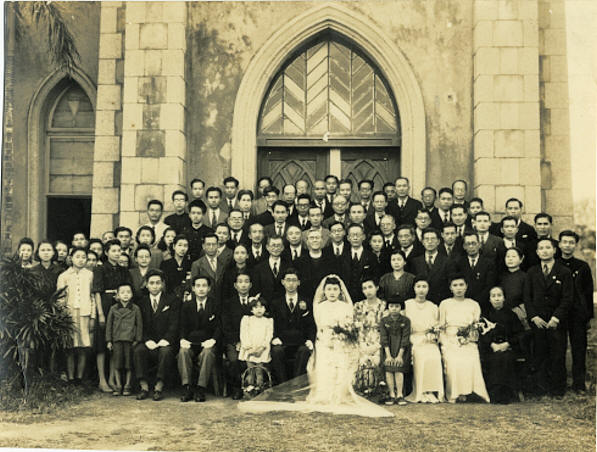
1946.12在臺北市中山基督長老教會所舉行賴永祥與劉慶理的婚禮。林茂生與王育霖、張國雄等賓客於兩個月後的臺灣白色恐怖時期慘遭殺害；被捕的有朱昭陽、朱華陽、楊廷謙、劉明等。

1951年，南部的英國長老教會和北部的加拿大長老教會，因為神學立場及母會淵源，旋即於二次大戰結束合併成立「台灣基督長老教會總會」。3月7日召開第一屆總會，選舉黃武東牧師與陳溪圳牧師為第一屆正副議長。1950年代起台灣基督長老教會總會先後推行「宣教百年紀念教會加倍活動」、「總會強化案」以及總會與世界教會合一等活動，並撤銷南北大會。
1971年12月29日，台灣基督長老教會發表〈台灣基督長老教會對國是的聲明及建議〉一文，建議政府全面改選中央民意代表。1973年3月20日，海外牧師黃彰輝、黃武東、及林宗義醫師在美國發起「台灣基督徒自決運動」。
1975年1月，泰雅族語《舊約》及台語《舊約》遭國民黨情治人員沒收，1975年11月，台灣基督長老教會發表了第二次的聲明〈我們的呼籲〉。
1977年8月16日，台灣基督長老教會發表《人權宣言》，籲請政府「使台灣成為一個新而獨立的國家」，此為當時台灣地區首度以團體形式公開發出台灣獨立聲音，之後，引發親國民黨政府的教職人員反對通過接納〈人權宣言〉為總會文件，並於當年北部大會議場中熱烈爭辯。直到第25屆總會通常年會，以235票贊成、49票反對及10票棄權，才通過接納《人權宣言》為總會文件。

1985年4月11日由第三十二屆台灣基督長老教會總會通常年會所通過接納的信仰告白：
|  | 我們信上帝，創造、統治人與萬物的獨一真神。祂是歷史與世界的主，施行審判和拯救。祂的兒子，從聖靈投胎，由童貞女馬利亞降生為人，成為我們的弟兄，就是人類的救主耶穌基督，藉著祂的受苦、釘十字架死、復活，彰顯了上帝的仁愛與公義，使我們與上帝復和。祂的靈，就是聖靈，住在我們中間，賜能力，使我們在萬民中做見證，直到主再來。 我們信，聖經是上帝所啟示的，記載祂的救贖，做為我們信仰與生活的準則。 我們信，教會是上帝子民的團契，蒙召來宣揚耶穌基督的拯救，做和解的使者，是普世的，且根植於本地，認同所有的住民，通過愛與受苦，而成為盼望的記號。 我們信，人藉著上帝的恩典而悔改，罪得赦免，以虔誠、仁愛與獻身的生活歸榮耀於上帝。 我們信，上帝賜給人有尊嚴、才能，以及鄉土，使人有份於祂的創造，負責任與祂一起管理世界。因此，人有社會、政治及經濟的制度，也有文藝、科學，且有追求真神的心。但是人有罪，誤用這些恩賜，破壞人、萬物、與上帝的關係。所以，人當倚靠耶穌基督的救恩。祂要使人從罪惡中得釋放，使受壓制的人得自由、平等，在基督裡成為新創造的人，使世界成為祂的國度，充滿公義、平安與喜樂。 |

## 組織
在制度上，長老教會有一個總會（General Assembly）和一個因歷史因素存留至今的大會（synod，稱為北部大會）；而遍佈全島的中會（presbyteries）直接由總會管轄。目前共有23個中會，包含11個平地中會、15個原住民族中會/區會，以及1個以客家族群為主體的中會。總會尚包含隸屬總會常置委員會下的事工委員會與數個組織機構。依據2016年的教勢統計，目前全台共有1,277間教會（包含950間堂會、243間支會），信徒總人數高達25萬8千餘人，主日聚會人數約12萬餘人。台灣基督長老教會原有『南部教會』與『北部教會』之區別，分別由英國長老教會與加拿大教會派遣宣教師，但均屬於英國蘇格蘭長老教會系統，1951年合併，但至今仍有北部大會（虛級化）。
財團法人台灣基督長老教會：高雄市三民區山東街142號4樓（高雄宣教大樓）。
1. 許可機關日期：台灣省政府民國四十五年八月七日
2. 財產總額：93,943,922
3. 董事長：張洛洋

### 中會列表
- 嘉義中會（嘉義廳）
  - 東區（嘉義山線)
  - 西區（雲林西南海線、嘉義海線）
  - 南區（台南新營郡、學甲頂洲教會）
  - 北區（雲林不含北港郡）
- 高雄中會
- 壽山中會
- 屏東中會
- 台南中會（新營郡及頂洲教會除外，另外還有金門沙美教會）
- 東部中會
- 彰化中會
- 臺中中會
- 新竹中會
- 臺北中會
- 七星中會
- 客家宣教中會

### 原住民中會列表
- 太魯閣中會
- 阿美中會
- 東美中會
- 西美中會
- 排灣中會
- 泰雅爾中會
- 布農中會
- 中布中會
- 南布中會
- 東部排灣中會
- 魯凱中會
- 鄒族中會
- 達悟中會
- 比努悠瑪雅呢中會
- 賽德克中會

## 歷任總幹事
| 任別 | 姓名   | 任期                | 經歷 |
| ---- | ------ | ------------------- | --- |
| 1    | 黃武東 | 1957年2月-1966年3月 | - 1951年發起成立「台灣基督長老教會總會」。 - 1954年發起「教會倍加運動」（PKU）。 - 1973年與林宗義教授、黃彰輝牧師等發起「台灣人民自決運動」。 - 曾任職澎湖瓦碉、水上、斗六教會，退休後至菲律賓、美國等教會牧會。 |
| 2    | 鍾茂成 | 1966年4月-1970年    | - 曾任職新營、牛挑灣、虎尾、高雄新興、柳原教會、長榮中學校牧，基督教論壇報社長。 |
| 3    | 高俊明 | 1970年4月-1989年    | - 在任期間發表《國是聲明》、《我們的呼籲》、《人權宣言》。 - 曾任職玉山神學院院長、總統府資政、松年大學校長。 |
| 4    | 楊啟壽 | 1989年4月-1998年    | - 曾任職玉山神學院院長、屏東九如教會。 |
| 5    | 羅榮光 | 1998年4月-2005年3月 | - 曾任職總會傳道幹事、楊梅教會。 - 退休後任職台灣聯合國協進會秘書長。 |
| 6    | 張德謙 | 2005年4月-2013年4月 | - 曾任職於草衙、東寧、二重埔教會，總會助理總幹事。 - 首位客籍總幹事 |
| 7    | 林芳仲 | 2013年4月-2021年4月 | - 曾任職台中東榮、台東新港教會、總會助理幹事。 |
| 8    | 陳信良 | 2021年4月-          | - 曾任職彰化彰山教會、彰化基督教醫院董事長。 |

## 社會公益事業
台灣基督長老教會共轄有26個公益事業機構，其中淡江中學、真理大學、馬偕醫護管理專科學校、馬偕醫學院、台灣神學院由北部大會掌理，其餘事業機構由總會管理。

### 教育
長老教會注重教育，有神學院、中學、女學、婦學、主日學。在南部創辦長榮大學、長榮中學、長榮女中，在北部辦淡江中學、真理大學、馬偕醫護管理專科學校、馬偕醫學院及聖經學院。同时分别在南、北、東部设立台南神學院、台灣神學院、玉山神學院。

### 醫療
除注重教育外，長老會在台灣尚有行醫傳教的傳統。北部教會開拓者馬偕以替人拔蛀牙傳福音，後來並在淡水開設滬尾偕醫館（即今之馬偕紀念醫院），南部教會開拓者馬雅各本身即是醫師，除傳教外並在台南開設醫館，亦即後來的新樓醫院，中部地區也有彰化基督教醫院進行醫療服務工作。

### 電視台
媒體宣教部份，台灣基督長老教會轄下的台灣教會公報社於西元1885年發行了全台灣第一份報紙，時至今日，該社的兩大代表出版品-每週發行的台灣教會公報及耕心周刊皆為台灣教會界重要的刊物。近期開播的新眼光電視台，除了服務國內外的基督徒之外，並以全體國民為關心對象，長老教會期許這個電視台不只是長老教會的電視台，希望成為一個公益關懷與生活藝文的電視台。
　

## 著名教堂列表

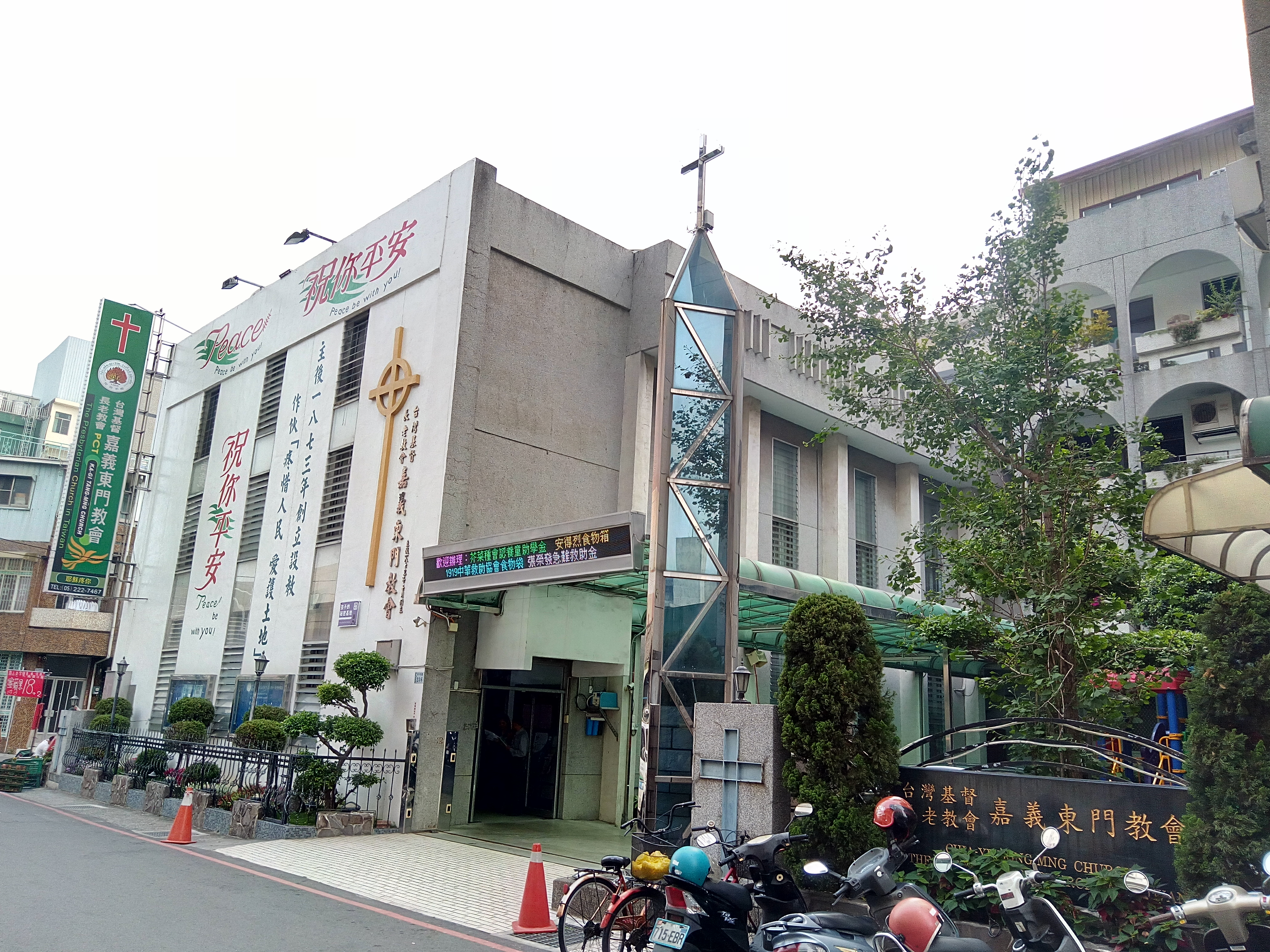
嘉義東門教會

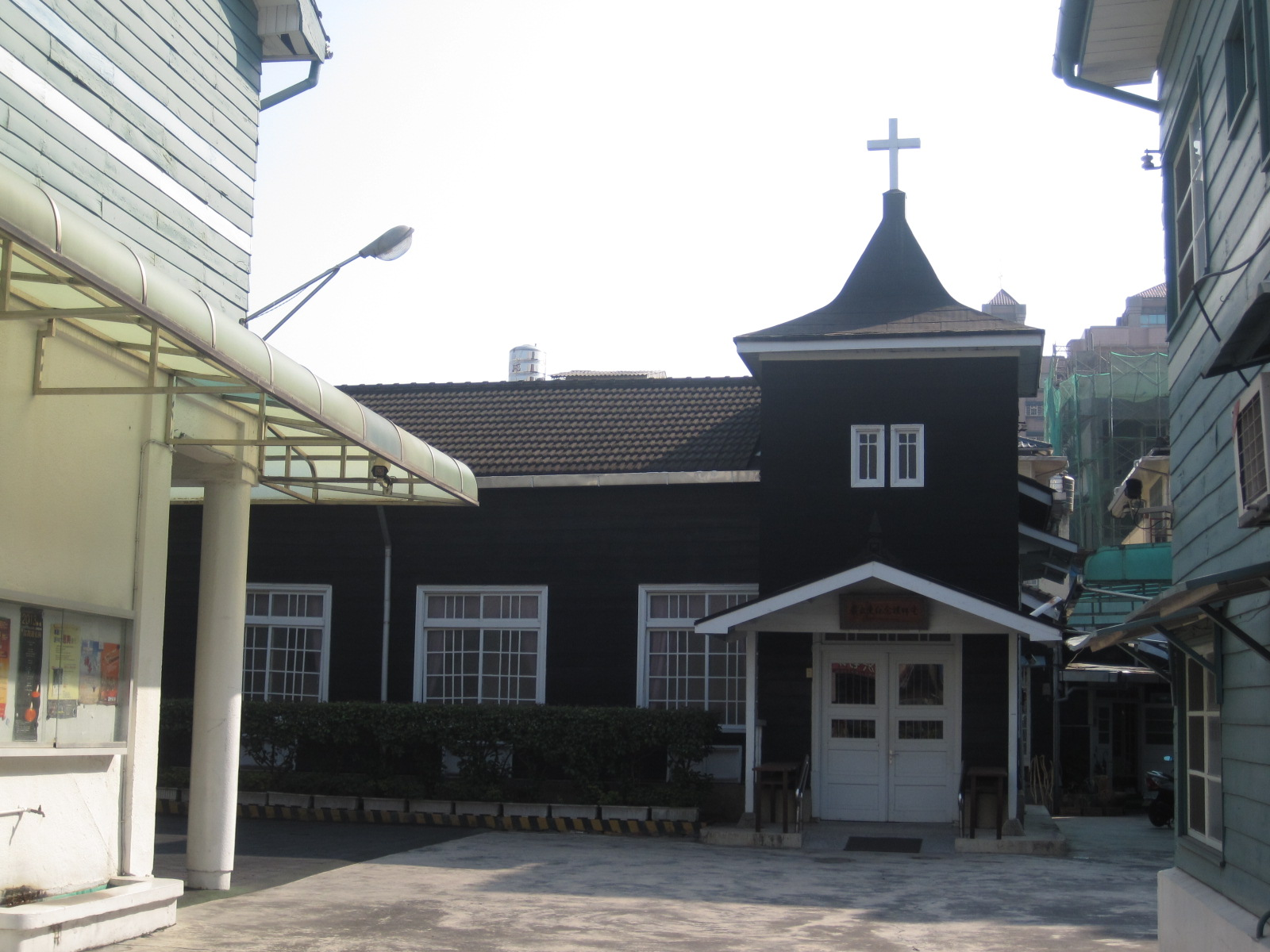
嘉義西門教會

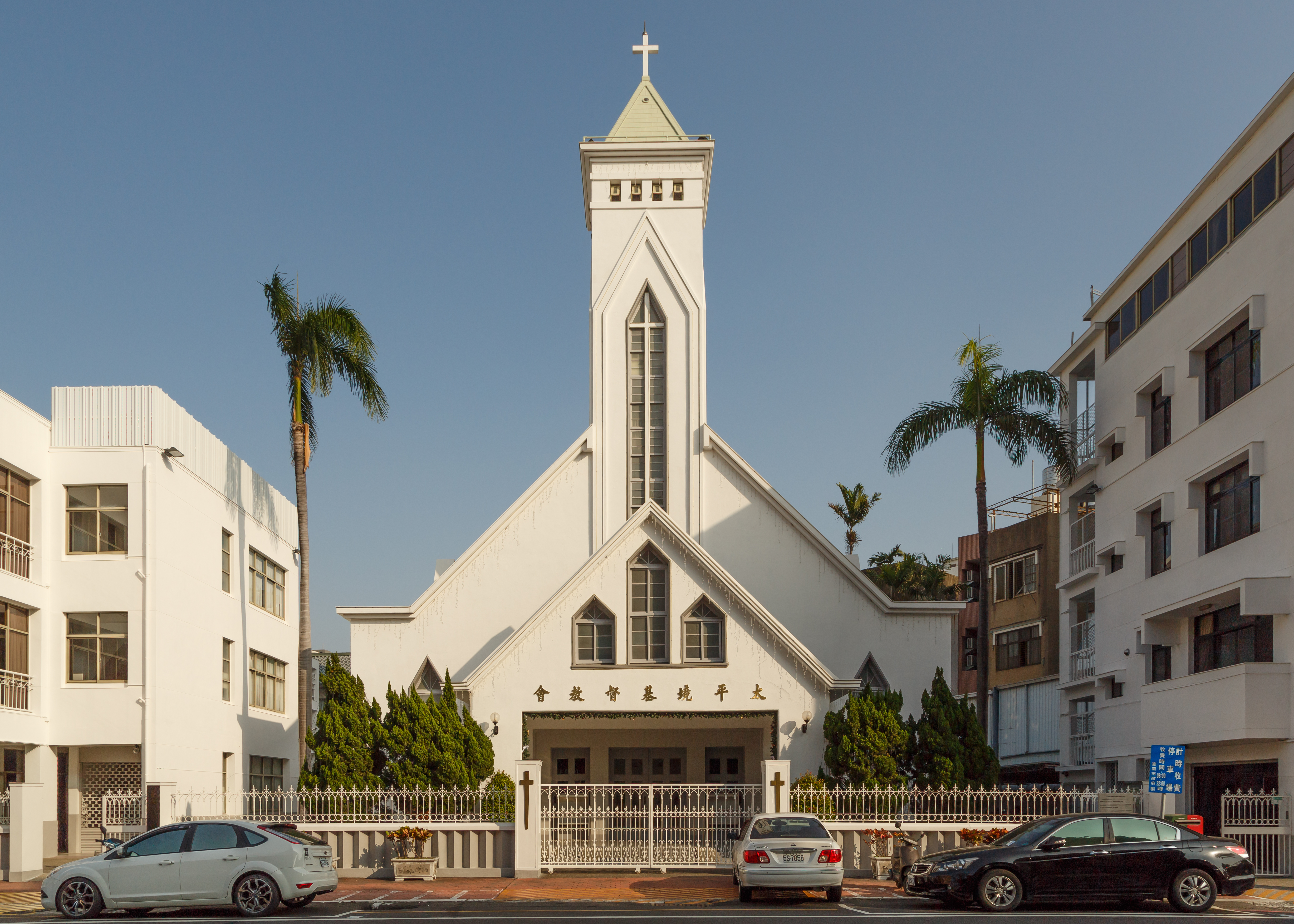
臺南太平境馬雅各紀念教會

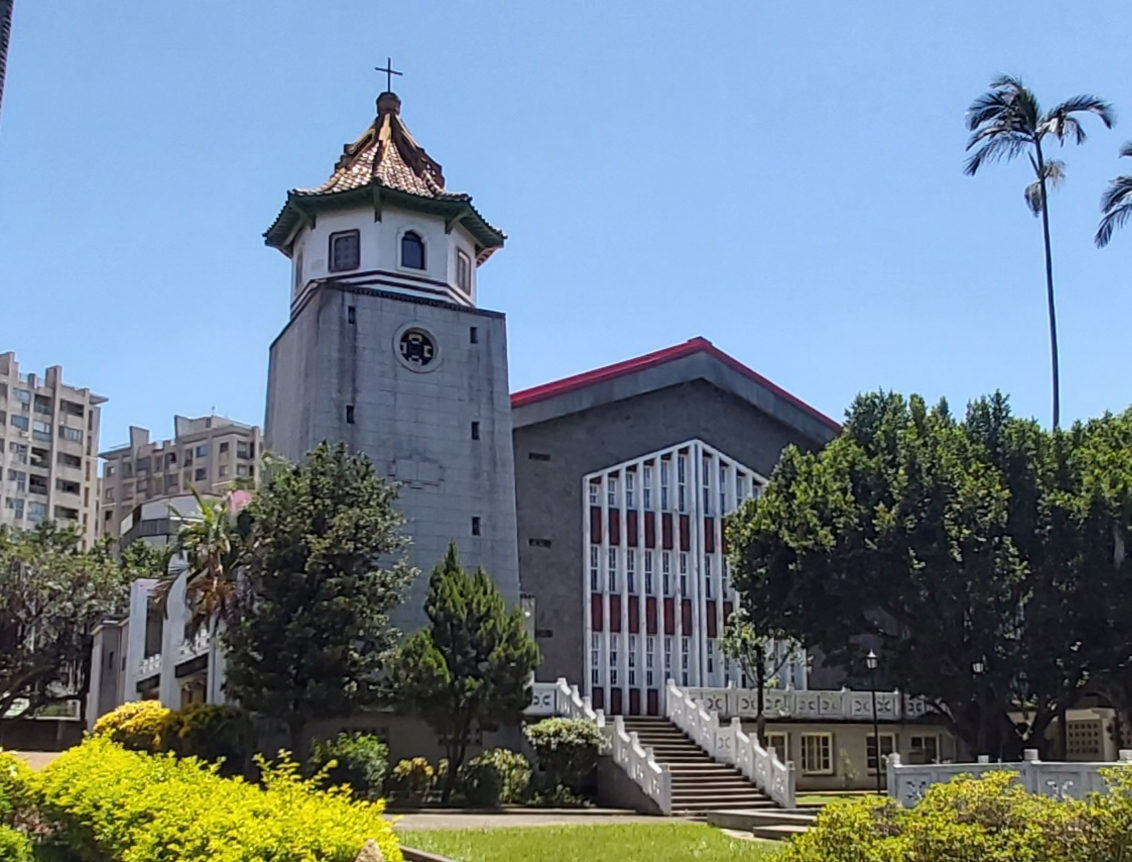
淡水淡江中學禮拜堂

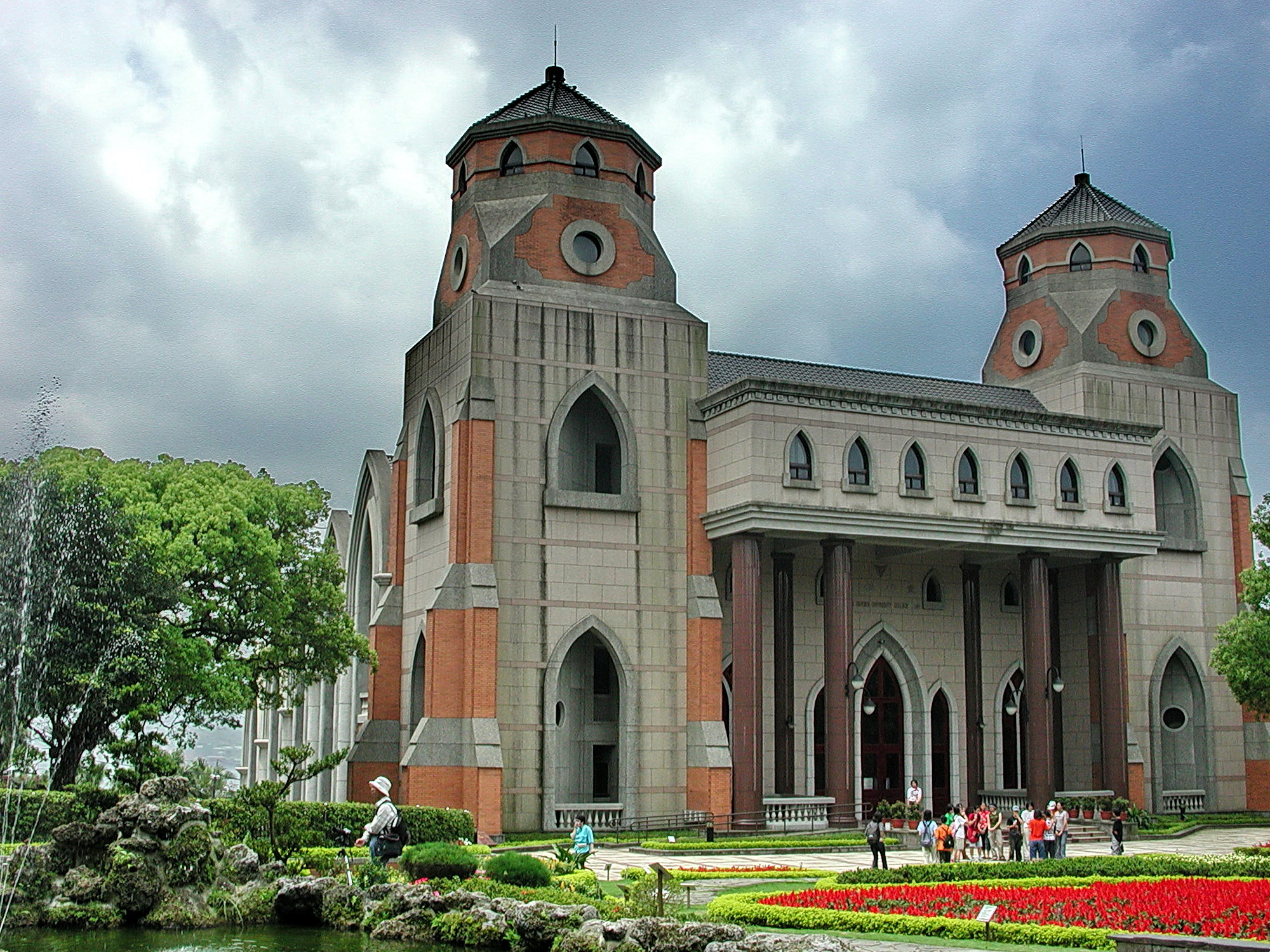
真理大學大禮拜堂

- 太平境馬雅各紀念教會
- 鹽埕基督長老教會
- 東門巴克禮紀念教會
- 西門教會
- 嘉義東門教會
- 大稻埕長老教會
- 濟南基督長老教會
- 中山基督長老教會
- 北投教會
- 淡水教會(淡水禮拜堂)
- 淡江中學禮拜堂
- 真理大學大禮拜堂
- 台中柳原基督長老教會
- 台東宜灣長老教會
- 東寧長老教會

## 參與政治活動
台灣的「華語教會」是國共內戰後隨中華民國政府遷台，使用國語和合本聖經的教會，大多與中國國民黨有密切的聯繫。與之相反台灣基督長老教會堅持語言本地化與台灣本土主義，並與民進黨或泛綠團體友好。從日治時代到戰後時期，政權均有打壓當地原有語言的政策，但長老教會有使用台語傳教的傳統。除了語言之外，長老教會也有爭取人權和民主的傳統，曾在白色恐怖時期發表具台灣人意識的《人權宣言》呼籲台灣自決與民主化改革，與當時執政的國民黨政府產生衝突。

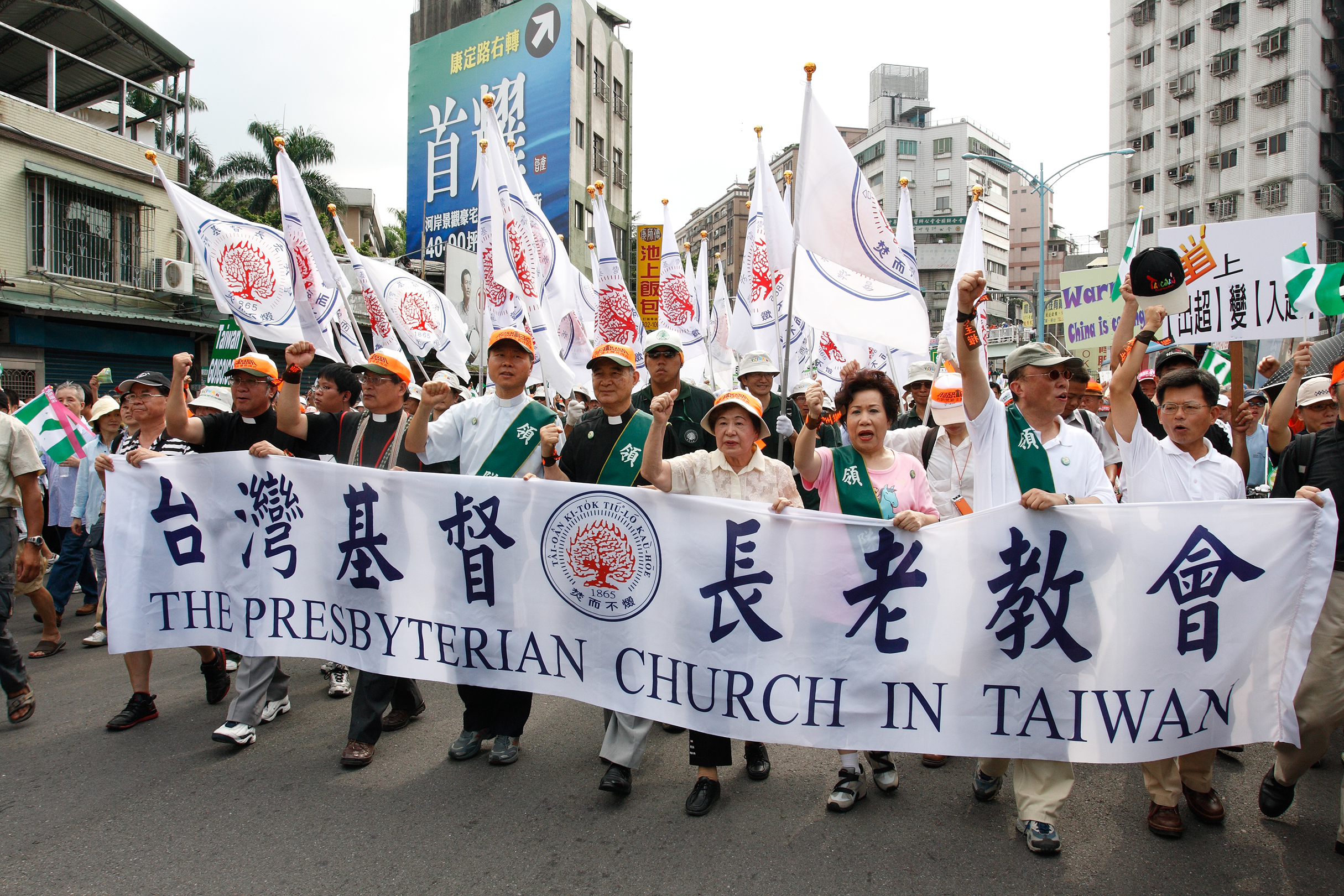
臺灣基督長老教會參加830百日怒吼大遊行

2015年是長老教會抵臺宣教150周年，前總統李登輝出席紀念活動時推崇教會引進西方的醫療與教育，積極融入台灣社會，設立台灣第一間西醫醫院─看西街醫館（即新樓醫院前身）、第一間女子學校淡水女學堂、第一間中學台南長老教中學、第一間盲人學校台南「訓瞽堂」、由蘇格蘭引進第一台西式印刷機、創辦第一份報紙（台灣府城教會報）等。長老教會並在台灣民主關鍵時刻表達重要看法，1971年發表〈對國是的聲明與建議〉，呼籲「人民自有權利決定他們自己的命運」，建議中央民意代表全面改選。1975年發表〈我們的呼籲〉，針對各種宗教、語言迫害，提出建言。1977年發表《人權宣言》，呼籲「台灣的將來應由台灣住民決定」並要求政府「在國際危急之際，面對現實，採取有效措施，使台灣成為一個新而獨立的國家」，用「釘根本地、認同住民，以焚而不毀的宣教精神」，建立出一個新台灣的宣教價值。

### 同性婚姻
長老教會內部雖有支持同性婚姻的聲音存在，起初並未出現統一的立場。
2013年11月19日，立法院舉辦「多元成家」民法修正案公聽會前後，相關議題引起社會討論。15日，曾任長老教會總會總幹事的高俊明牧師率同各教會代表，拜會立法院院長王金平與民進黨團，以羅馬帝國亡國、《舊約聖經 》中所多瑪與蛾摩拉城的毀滅為例，認為家庭組成的變更，將撼動國本。
2014年4月22日，長老教會總會第62屆通常年會中，在未清點現場人數的情況下提出臨時動議通過〈同性婚姻議題牧函〉，從此這份牧函變成長老教會部份人士拿來對外和對內的立場。這份牧函稱同性戀性傾向為「無科學根據」並反對同性性行為。這份牧函隨後被部分長老教會基督徒及社運團體批評為「反同牧函」。部分青年信徒因而自發性成立「長老教會青年陣線」，要求實踐改革宗信仰、撤銷「反同牧函」，不過長老教會迄今未有任何行動。
2017年5月24日，司法院大法官做出《釋字第748號》解釋文，宣布現行民法未保障同性二人之婚姻自由及平等權已屬違憲，要求有關機關兩年內完成相關法律之修正或制定。同年6月2日，高雄中會發出反對同性婚姻合法化的聲明，台南中會隨後聯名，再度引發爭議。
2017年11月16日，中央選舉委員會公告「第9屆立法委員（新北市第12選舉區）黃國昌罷免案」相關事項後，高雄、台南、新北市等地的部分牧者於12月8日發表〈南北長老教會暨南高屏聯盟支持罷免黃國昌聯合聲明〉，引發媒體與社會關注。該文著眼於黃國昌支持婚姻平權的立場，認為罷免一位「專業認真」但支持婚姻平權的立法委員，才得以回歸民意主流，實現「直接民權」的理想，為台灣各方人士創造「五贏」的局面。此聲明引起部分信徒不滿，學者石牧民便認為聲明人「南北長老教會暨南高屏聯盟」是狗屁倒灶的組織，冒用上帝教會的名，根本無法代表長老教會的官方立場。部分信徒亦發表〈一群長老教會信徒對「罷昌聲明」之回應〉，表達對少數牧者擅自以牧職發表聲明的憤怒、震驚、憂傷、不解。然而，這些澄清並未引起廣泛報導，台灣基督長老教會亦始終緘默，並未對「支持罷免黃國昌」提出反駁。
2018年11月，台南中會通過支持公投第10、11、12案。
2019年5月，同婚專法過關，台南中會民族路教會駐堂牧師机嘉勝率先抗議，表明2020年總統大選不支持蔡英文。
2019年9月，上報引述「內幕消息」稱長老教會已決定「支持」反同婚總統候選人，其後總會否認有關報導並聲明會保留法律追究權。

## 宣教合作

### 國內合作教會機構
台灣基督長老教會與以下國內教會機構合作：

合作機構：
- 台灣教會合作協會（NCCT）
- 台灣聖經公會（BST）
- 台灣基督教視聽聯合會（TCAVA）
- 基督教論壇報
- 基督教社會互談會
- 台灣基督教福利會（TCS）
- 中國主日學協會（CSSA）
- 基督教芥菜種會
- 勵馨基金會

合作教會：
- 基督教新生教團
- 基督教台灣聖教會

### 國際教會組織會員
台灣基督長老教會也和散佈世界各地的宣教團體及各國教會享有宣教合作的關係，擁有以下國際組織之會員：
- 普世教會協會（WCC）
- 普世改革宗教會聯盟（英语：World Communion of Reformed Churches）（WCRC）
- 世界傳道會（CWM）
- 亞洲基督教協會（英语：Christian Conference of Asia）（CCA）
- 世界基督徒學生聯盟（WSCF）
- 教會共同行動聯盟（ACT-Alliance）
- Mission 21（法语：Mission 21）
- 海外基督使團
- 亞細亞福音宣教會（AEMF）
- 基督教黎明啟傳道會（LMI）

### 國外宣教合作教會組織
台灣基督長老教會與以下教會簽訂合作協議：
- 中華基督教會香港區會
- 基督教大韓福音教會（朝鲜语：기독교대한복음교회）（KEC）
- 大韓耶穌教長老會（統合）（朝鲜语：대한예수교장로회(통합)）（PCK）
- 韓國基督教長老會（朝鲜语：한국기독교장로회）（PROK）
- 日本キリスト教會（新日基,CCJ）（日语：日本キリスト教会）
- 在日大韓基督教會（日语：在日大韓キリスト教会）（KCCJ）
- 基督兄弟團（日语：基督兄弟団）
- 日本基督教團（UCCJ）
- 日本耶穌基督教團（日语：日本イエス・キリスト教団）（JCCJ）
- 東洋聾啞基督傳道教會
- 菲律賓聯合基督教會（英语：United Church of Christ in the Philippines）（UCCP）
- 泰國基督教會（英语：Church of Christ in Thailand）（CCT）
- 基督教馬來西亞長老大會（英语：Presbyterian Church in Malaysia）（GPM）
- 馬來西亞基督教巴色會（英语：Basel Christian Church of Malaysia）（BCCM）
- 婆羅洲福音宣道會（英语：Borneo Evangelical Mission）（BEM）
- 基督教新加坡長老大會（英语：Presbyterian Church in Singapore）（PCS）
- 印尼基督教會（英语：Indonesia Christian Church）（GKI）
- 印尼托拉雅教會（英语：Toraja Church）
- 緬甸基督長老教會（英语：Presbyterian Church in Myanmar）（PCM）
- 印度基督長老教會（英语：Presbyterian Church of India）（PCI）
- 澳大利亞聯合教會（英语：Uniting Church in Australia）（UCA）
- 紐西蘭基督長老教會（英语：Presbyterian Church of Aotearoa New Zealand）（PCANZ）
- 馬紹爾聯合基督教會（英语：United Church of Christ – Congregational in the Marshall Islands）（UCCCMI）
- 聯合歸正教會（URC）
- 威爾斯長老教會（英语：Presbyterian Church of Wales）（PCW）
- 蘇格蘭教會（CS）
- 德國全國基督教會（德语：Evangelische Kirche in Deutschland）（EKD）
- 柏林福音教會（BM）
- 瑞士新教聯盟（英语：Federation of Swiss Protestant Churches）（FSPC）
- 奧地利基督教會
- 匈牙利歸正教會（英语：Reformed Church in Hungary）（MRE）
- 美國長老教會（PCUSA）
- 美國歸正教會（RCA）
- 聯合基督教會（UCC）
- 台福基督教會（EFCGA）
- 北美洲台灣基督教會協會（TCCCNA）
- 加拿大長老教會（英语：Presbyterian Church in Canada）（PCC）
- 加拿大聯合教會（UCC）
- 哥倫比亞長老教會（英语：Presbyterian Church of Colombia (Presbyterian Synod)）
- 巴西獨立長老教會（英语：Independent Presbyterian Church of Brazil）（IPIB）
- 巴西台灣基督長老教會中會（Igreja Presbiteriana de Formosa do Brazil）
- 衣索比亞耶穌之家基督教會（英语：Ethiopian Evangelical Church Mekane Yesus）（EECMY）
- 中非長老教會馬拉威可馬大會（英语：Church of Central Africa Presbyterian – Nkhoma Synod）（CCAPNS）

## 發表聲明與宣言
- 《國是聲明》
- 《我們的呼籲》
- 《人權宣言》
- 《對台灣時局的建言》
- 《台灣主權獨立》
- 《信仰告白》

### 引用
1. ↑   (PDF).   [2023-12-07]. （原始内容 (PDF)存档于2024-05-31）.
2. ↑  .   [2023-12-07]. 原始内容存档于2023-12-07.
3. ↑  長老教會150年 李登輝推崇認同住民 （页面存档备份，存于）, 新頭殼, 2014.12.10
4. ↑  長老教會150年 李登輝推崇焚而不毀新台灣價值 （页面存档备份，存于）, 民報, 2014.12.10
5. ↑  .   [2017-12-10]. （原始内容存档于2020-08-06）.
6. ↑  .   [2014-10-22]. （原始内容存档于2020-08-06）.
7. ↑  .   [2014-10-22]. （原始内容存档于2020-08-06）.
8. ↑  高俊明 眾教會代表 為幸福家庭拜會王金平蘇貞昌 （页面存档备份，存于），基督教論壇報，2013-11-21
9. ↑  .   [2017-12-10]. （原始内容存档于2020-08-06）.
10. ↑  蘇育代. .   [2020-01-29]. （原始内容存档于2020-08-06）.
11. ↑  看完長老教會聯合反同婚聲明　公民老師都哭了 （页面存档备份，存于），上報，2017-6-4
12. ↑  南北長老教會暨南高屏聯盟支持罷免黃國昌聯合聲明 》為何罷免「專業認真」的黃國昌？因為高傲輕慢、背離民意 （页面存档备份，存于）, 國度復興報, 2017.12.8
13. ↑  南北長老教會支持罷昌　石牧民：這什麼狗屁倒灶組織 （页面存档备份，存于）, 上報, 2017.12.9
14. ↑  .   [2017-12-10]. （原始内容存档于2021-08-13）.
15. ↑  . 中時.   [2019-05-19]. （原始内容存档于2021-08-13）.
16. ↑  . Facebook. 長老教會教社委員會.   [2019-11-25]. （原始内容存档于2020-08-06）.

## 外部連結
- 台灣基督長老教會總會 （页面存档备份，存于）（繁體中文）（英文）
  - 台灣基督長老教會的Facebook專頁
  - YouTube上的pctvideo頻道
- 台灣基督長老教會濟南教會（页面存档备份，存于）
  - 台灣基督長老教會濟南教會的Facebook專頁
- 台灣基督長老教會和平教會 （页面存档备份，存于）
  - 台北和平基督長老教會的Facebook專頁
  - YouTube上的台灣基督長老教會頻道

### 所屬醫院
- 新樓醫院（页面存档备份，存于）（繁體中文）（英文）
- 馬偕紀念醫院
- 彰化基督教醫院

### 所屬學校
- 台灣神學院 （页面存档备份，存于）
- 台南神學院 （页面存档备份，存于）
- 玉山神學院（页面存档备份，存于）
- 台灣基督長老教會聖經學院 （页面存档备份，存于）
- 長榮大學（页面存档备份，存于）
- 真理大學（页面存档备份，存于）
- 馬偕醫學院 （页面存档备份，存于）
- 馬偕護理管理專科學校 （页面存档备份，存于）
- 長榮女子高級中學
- 長榮高級中學（页面存档备份，存于）
- 淡江高級中學

### 所屬媒體
- 台灣教會公報 （页面存档备份，存于）
- 新使者雜誌社 （页面存档备份，存于）
- 新眼光電視台（页面存档备份，存于）
- 賴永祥長老史料庫 （页面存档备份，存于）